# Cão da Serra de Aires
De cão da Serra de Aires is een hondenras dat ook wel bekend staat als Portugese herder.

## Geschiedenis
De cão da Serra de Aires is een herders- en waakhond en hij is geschikt voor zowel schapen en geiten als voor runderen, paarden en varkens. In de jaren 70 was dit ras bijna uitgestorven, maar gelukkig ontdekten de fokkers de schoonheid van zijn vacht en werd het ras redelijk populair.

## Beschrijving
Hij heeft een sterk en breed hoofd met ronde, donkere ogen. Hij bereikt een schofthoogte van 45 - 55 cm en een gewicht van 12 – 18 kilogram.

## Karakter
Dit gemakkelijke ras is zeer gehoorzaam, kan goed met kinderen en andere honden omgaan en is niet van plan te happen of te bijten zonder reden.
Australian stumpy tail cattle dog ·
Australische herder ·
Australische veedrijvershond ·
Bearded collie ·
Beauceron ·
Belgische herder ·
Bergamasco ·
Berghond van de Maremmen en Abruzzen ·
Bobtail ·
Boheemse herder ·
Bordercollie ·
Bouvier des Ardennes ·
Bouvier (des Flandres) ·
Briard ·
Ca de bestiar ·
Cão da Serra de Aires ·
Cão de fila de São Miguel ·
Catalaanse herder ·
Ciobanesc romanesc carpatin ·
Ciobanesc romanesc mioritic ·
Duitse herder ·
Hollandse herder ·
Karpatische herdershond ·
Kelpie ·
Komondor ·
Kroatische herder ·
Kuvasz ·
Lancashire heeler ·
Miniature American Shepherd ·
Mudi ·
Picardische herdershond ·
Polski owczarek nizinny ·
Puli ·
Pumi ·
Pyrenese herdershond ·
Saarlooswolfhond ·
Schapendoes ·
Schipperke ·
Schotse herdershond ·
Sheltie ·
Slovenský čuvač ·
Tatrahond ·
Tsjecho-Slowaakse wolfhond ·
Welsh corgi Cardigan ·
Welsh corgi Pembroke ·
Zuid-Russische owcharka ·
Zwitserse witte herder